# A Profesionalna Futbolna Grupa 2015-2016
L'A Profesionalna Futbolna Grupa 2015-2016 è stata la 92ª edizione della massima serie del campionato bulgaro di calcio. La stagione è iniziata il 17 luglio 2015 e si è conclusa il 4 giugno 2016 con lo spareggio promozione-retrocessione. Il Ludogorec si è confermato campione della Bulgaria per il quinto anno consecutivo, vincendo il campionato con tre giornate di anticipo alla 33ª giornata.

## Stagione

### Novità
Rispetto alla stagione 2014-2015 il numero delle squadre si è ridotto da 12 a 10, poiché è stata negata la licenza a partecipare alla A PFG sia al CSKA Sofia sia alla Lokomotiv Sofia. Dalla A PFG 2014-2015 sono state retrocesse in B PFG il Marek Dupnica e l'Haskovo. Dalla B PFG 2014-2015 sono stati promossi il Montana e il Pirin Blagoevgrad.

### Formula
La formula è cambiata rispetto alla stagione precedente e le 10 squadre partecipanti si affrontano in un doppio girone all'italiana con partite di andata e ritorno per un totale di 36 giornate.

La squadra campione di Bulgaria è ammessa al secondo turno di qualificazione della UEFA Champions League 2016-2017.

La 2ª e 3ª classificata sono ammesse al primo turno di qualificazione della UEFA Europa League 2016-2017.

L'ultima classificata retrocede in B PFG, mentre la 9ª classificata accede allo spareggio con la 2ª classificata della B PFG.

### Avvenimenti
Il 12 dicembre 2015 la partita della ventesima giornata tra Levski Sofia e Liteks Loveč è stata sospesa alla fine del primo tempo sul risultato di 1-0 per il Liteks Loveč dopo che il Liteks Loveč ha abbandonato il campo per protesta contro le decisioni dell'arbitro Georgi Yordanov, che aveva espulso un secondo giocatore del Liteks Loveč e assegnato un rigore al Levski Sofia. Il 16 dicembre 2015 la commissione disciplinare della A PFG ha deciso l'esclusione del Liteks Loveč dal campionato e la sconfitta a tavolino per 3-0 di tutte le rimanenti partite. Il 20 gennaio 2016 è stato annunciato che il Liteks Loveč è stato retrocesso in B PFG. Il 22 gennaio 2016 è stato annunciato che tutte le partite giocate dal Liteks Loveč sino alla sua espulsione sono state annullate.

## Squadre partecipanti
| Club              | Città        | Stadio                     | Stagione precedente |
| ----------------- | ------------ | -------------------------- | ------------------- |
| Beroe             | Stara Zagora | Stadio Beroe               | 2º posto in A PFG   |
| Botev Plovdiv     | Plovdiv      | Stadio Hristo Botev        | 6º posto in A PFG   |
| Černo More Varna  | Varna        | Stadio Ticha               | 8º posto in A PFG   |
| Levski Sofia      | Sofia        | Stadio Georgi Asparuhov    | 7º posto in A PFG   |
| Liteks Loveč      | Loveč        | Stadio Loveč               | 4º posto in A PFG   |
| Lokomotiv Plovdiv | Plovdiv      | Stadio Lokomotiv (Plovdiv) | 10º posto in A PFG  |
| Ludogorec         | Razgrad      | Ludogorec Arena            | 1º posto in B PFG   |
| Montana           | Montana      | Stadio Ogosta              | 1º posto in B PFG   |
| Pirin Blagoevgrad | Blagoevgrad  | Stadio Hristo Botev        | 2º posto in B PFG   |
| Slavia Sofia      | Sofia        | Stadio Ovča Kupel          | 9º posto in A PFG   |

## Classifica finale
Fonte: sito ufficiale
|                     | Pos. | Squadra           | Pt | G  | V  | N  | P  | GF | GS | DR  |
| ------------------- | ---- | ----------------- | -- | -- | -- | -- | -- | -- | -- | --- |
| Bulgaria (bandiera) | 1.   | Ludogorec         | 70 | 32 | 21 | 7  | 4  | 55 | 21 | +34 |
|                     | 2.   | Levski Sofia      | 56 | 32 | 16 | 8  | 8  | 36 | 18 | +18 |
|                     | 3.   | Beroe             | 53 | 32 | 14 | 11 | 7  | 37 | 27 | +10 |
|                     | 4.   | Slavia Sofia      | 49 | 32 | 14 | 7  | 11 | 36 | 29 | +7  |
|                     | 5.   | Lokomotiv Plovdiv | 49 | 32 | 15 | 4  | 13 | 40 | 45 | -5  |
|                     | 6.   | Černo More Varna  | 38 | 32 | 10 | 8  | 14 | 36 | 45 | -9  |
|                     | 7.   | Botev Plovdiv     | 33 | 32 | 8  | 9  | 15 | 27 | 44 | -17 |
|                     | 8.   | Pirin Blagoevgrad | 26 | 32 | 5  | 11 | 16 | 27 | 45 | -18 |
|                     | 9.   | Montana           | 21 | 32 | 4  | 9  | 19 | 23 | 43 | -20 |
|                     | 10.  | Liteks Loveč      | 0  | 0  | 0  | 0  | 0  | 0  | 0  | 0   |

Legenda:
      Campione di Bulgaria e ammessa alla UEFA Champions League 2016-2017
      Ammesse alla UEFA Europa League 2016-2017
 Ammessa allo spareggio promozione-retrocessione
      Retrocessa in B PFG 2016-2017
Note:
Tre punti a vittoria, uno a pareggio, zero a sconfitta.
La classifica viene stilata secondo i seguenti criteri:
- Punti conquistati
- Punti conquistati negli scontri diretti
- Differenza reti negli scontri diretti
- Reti realizzate negli scontri diretti
- Goal fuori casa negli scontri diretti (solo tra due squadre)
- Differenza reti generale
- Reti totali realizzate
- Fair-play ranking
- Sorteggio

## Risultati

### Tabellone

#### Prima fase
|                   | Ber  | Bot  | ČMV  | Lev  | Lit  | Lok  | Lud  | Mon  | Pir  | Sla  |
| ----------------- | ---- | ---- | ---- | ---- | ---- | ---- | ---- | ---- | ---- | ---- |
| Beroe             | –––– | 0-0  | 1-1  | 1-0  | 3-3  | 2-0  | 0-0  | 0-0  | 1-0  | 1-2  |
| Botev Plovdiv     | 1-3  | –––– | 2-1  | 1-1  | 0-2  | 1-1  | 0-1  | 1-0  | 1-0  | 0-1  |
| Černo More Varna  | 0-3  | 1-2  | –––– | 0-1  | 1-1  | 2-1  | 2-3  | 1-0  | 1-0  | 1-0  |
| Levski Sofia      | 2-0  | 1-0  | 1-0  | –––– | 2-2  | 1-0  | 1-1  | 2-0  | 0-0  | 2-0  |
| Liteks Loveč      | 0-1  | 4-2  | 1-0  | 1-2  | –––– | 0-0  | 2-0  | 2-1  | 1-0  | 4-0  |
| Lokomotiv Plovdiv | 1-2  | 2-1  | 1-3  | 1-0  | 1-1  | –––– | 2-0  | 1-0  | 2-1  | 2-0  |
| Ludogorets        | 5-0  | 2-1  | 1-1  | 2-0  | 1-1  | 1-0  | –––– | 2-0  | 0-0  | 1-1  |
| Montana           | 1-0  | 6-0  | 0-4  | 0-2  | 0-2  | 2-0  | 1-1  | –––– | 1-1  | 1-2  |
| Pirin Blagoevgrad | 0-1  | 0-1  | 1-1  | 1-0  | 1-1  | 3-0  | 0-3  | 0-0  | –––– | 0-3  |
| Slavia Sofia      | 0-0  | 2-0  | 0-1  | 0-1  | 0-0  | 3-0  | 0-1  | 1-0  | 0-0  | –––– |

#### Seconda fase
|                   | Ber  | Bot  | ČMV  | Lev  | Lit  | Lok  | Lud  | Mon  | Pir  | Sla  |
| ----------------- | ---- | ---- | ---- | ---- | ---- | ---- | ---- | ---- | ---- | ---- |
| Beroe             | –––– | 1-1  | 0-0  | 2-1  |      | 5-2  | 0-2  | 2-1  | 3-1  | 1-1  |
| Botev Plovdiv     | 0-1  | –––– | 3-1  | 0-0  |      | 1-0  | 2-1  | 2-2  | 2-2  | 0-1  |
| Černo More Varna  | 1-0  | 3-0  | –––– | 0-2  |      | 1-1  | 0-2  | 1-1  | 1-1  | 3-2  |
| Levski Sofia      | 1-0  | 3-0  | 5-1  | –––– | 3-0* | 2-3  | 0-0  | 0-0  | 3-1  | 0-1  |
| Liteks Loveč      |      |      |      |      | –––– |      | 1-1  |      |      |      |
| Lokomotiv Plovdiv | 1-1  | 2-1  | 2-1  | 1-1  |      | –––– | 2-1  | 2-0  | 4-2  | 3-1  |
| Ludogorets        | 0-2  | 1-0  | 2-1  | 2-1  |      | 2-0  | –––– | 2-1  | 4-1  | 3-1  |
| Montana           | 1-3  | 1-1  | 3-2  | 0-1  |      | 0-1  | 0-1  | –––– | 0-1  | 0-3  |
| Pirin Blagoevgrad | 1-1  | 2-2  | 4-0  | 0-1  |      | 1-2  | 1-3  | 0-0  | –––– | 0-3  |
| Slavia Sofia      | 0-0  | 1-0  | 0-0  | 0-0  |      | 3-0  | 0-5  | 3-1  | 1-2  | –––– |

* partita persa a tavolino

## Spareggio promozione-retrocessione
La nona classificata in A PFG (Montana) ha sfidato la seconda classificata della B PFG (Pomorie) per un posto in A PFG. Il Montana ha vinto lo spareggio e ha mantenuto la categoria.
|         | Risultato |         | Luogo e data                |  |
| ------- | --------- | ------- | --------------------------- |  |
| Montana | 2 - 1     | Pomorie | Stara Zagora, 4 giugno 2016 |  |

## Statistiche

### Classifica marcatori
| Gol |  |  | Giocatore            | Squadra                      |
| --- |  |  | -------------------- | ---------------------------- |
| 18  |  |  | Martin Kamburov      | Lokomotiv Plovdiv            |
| 15  |  |  | Claudiu Keșerü       | Ludogorec                    |
| 11  |  |  | Mathias Coureur      | Černo More Varna             |
| 11  |  |  | Danilo Moreno        | Liteks Loveč                 |
| 10  |  |  | Martin Toshev        | Pirin Blagoevgrad            |
| 9   |  |  | Wanderson            | Ludogorec                    |
| 8   |  |  | Borislav Baldzhiyski | Slavia Sofia (5) Montana (3) |
| 8   |  |  | Jonathan Cafú        | Ludogorec                    |
| 8   |  |  | Vencislav Hristov    | Levski Sofia                 |
| 8   |  |  | Marcelinho           | Ludogorec                    |
| 8   |  |  | Roman Procházka      | Levski Sofia                 |
| 7   |  |  | Lachezar Baltanov    | Botev Plovdiv                |
| 7   |  |  | Ivaylo Dimitrov      | Slavia Sofia                 |
| 7   |  |  | Ismail Isa           | Beroe                        |

## Verdetti finali
- Ludogorec Campione di Bulgaria 2015-2016 e qualificato alla UEFA Champions League 2016-2017.
- Levski Sofia, Beroe e Slavia Sofia qualificati alla UEFA Europa League 2016-2017.
- Liteks Loveč escluso e retrocesso in B PFG.